# المدن والجزر العائمة في الخيال
في أدب الخيال العلمي والفنتازيا، تُعتبر المدن والجزر العائمة فكرة شائعة. وتشمل هذه الفكرة المدن والجزر التي تطفو على سطح الماء وكذلك التي تحلق في الغلاف الجوي لكوكب ما عبر تقنيات علمية مزعومة أو بطرق سحرية. وعلى الرغم من بناء أو إقتراح هياكل عائمة كبيرة جدًا في العالم الحقيقي، تظل المدن والجزر الطائرة جزءًا من الخيال.

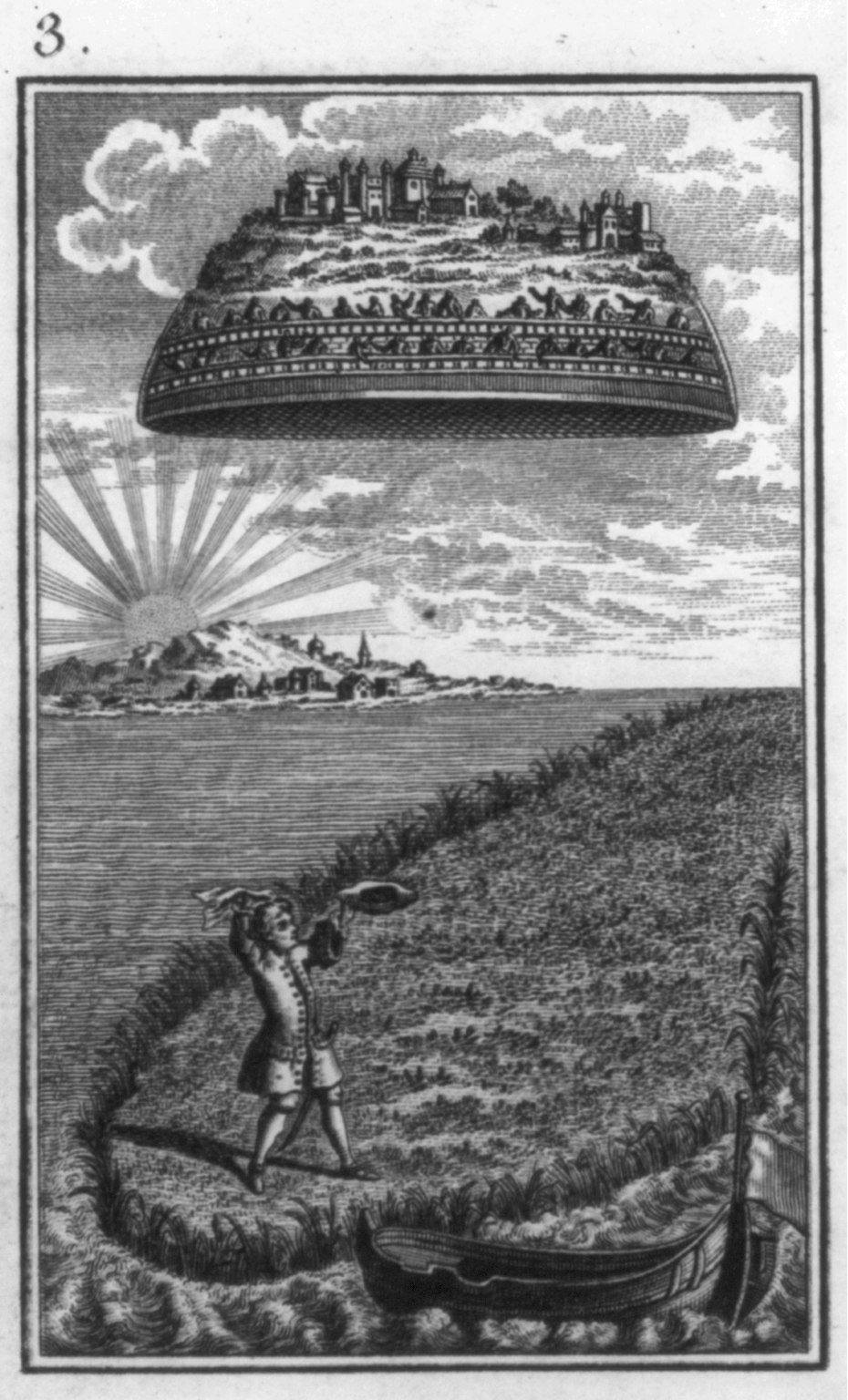
جزيرة لابوتا الطائرة من رحلات غوليفر. (صورة توضيحية من عام 1795)

## المدن والجزر البحرية
ظهرت الجزر العائمة في الأدب منذ ملحمة هوميروس "الأوديسة"، التي كُتبت في أواخر القرن الثامن قبل الميلاد، حيث تناولت جزيرة أيوليا. وظهرت مرة أخرى في موسوعة "التاريخ الطبيعي" لبليني الأكبر في القرن الأول الميلادي.
تناولت رواية "الجزيرة العائمة ‏" لريتشارد هادالتي نُشرت عام 1673، جزيرة خيالية تُدعى سكوتيا موريا. وفي رواية "رحلات الطبيب دوليتل ‏"، يبحر الأبطال إلى جزيرة عائمة، والتي تصبح لاحقًا ثابتة في مكانها. في قصص "المرأة المعجزة" من قصص دي سي كومكس، تُوصف ثيمسكيرا كمجموعة من الجزر العائمة. أما في رواية جول فيرن "جزيرة المروحة"، فتتواجد الشخصيات على جزيرة عائمة إصطناعية على هيئة سفينة ضخمة. وأخيرًا، في رواية "حياة باي" للكاتب يان مارتل، يوجد ذكر لجزيرة عائمة.

## المدن والجزر الجوية

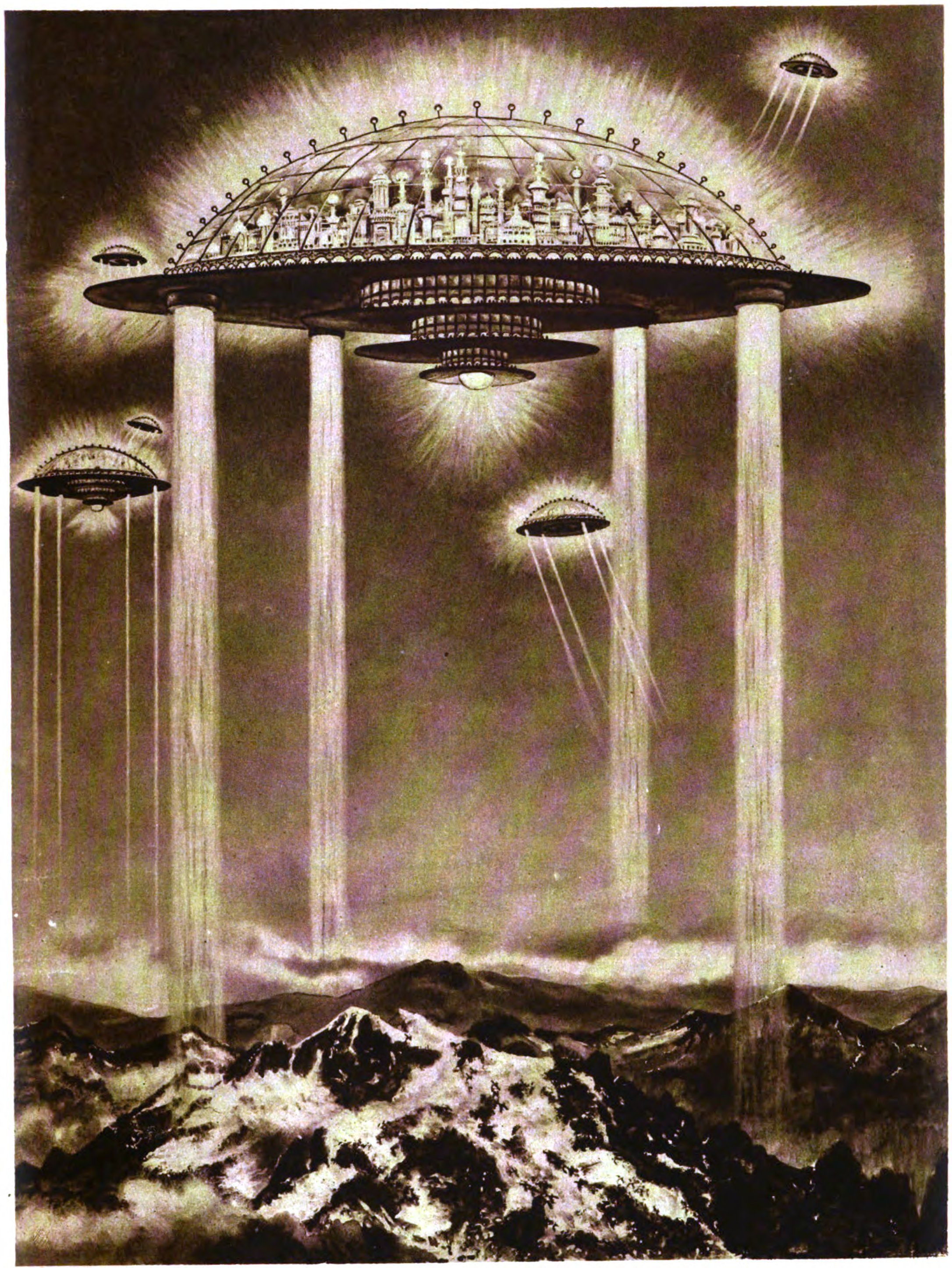
الرؤية الخيالية لجيرنزباك لمدينة عائمة بعد عشرة آلاف عام في المستقبل. (مصورة بواسطة فرانك آر. بول، 1922.)

### الأرض
في أطروحته "عن البرد والرعد" (De Grandine et Tonitruis)، يصف الأسقف الكارولنجي، أغوبارد من ليون، مملكة سحابية تعرف بماجونيا يسكنها البحارة الجويون الجناة.
في رواية "رحلات غوليفر" (1726) لجوناثان سويفت، تم الكشف عن أن مدينة الجزيرة لابوتا كانت تطفو في الهواء. ويُقال أن لابوتا كانت ترتفع بفضل استخدام المغناطيسية الاصطناعية. كانت هذه الفكرة وسيلة خيالية تهدف إلى السخرية من الاقتراحات العلمية الزائفة وغير المعقولة:
التفتُّ إلى الوراء ورأيتُ جسمًا ضخمًا وغامضًا بيني وبين الشمس، يتحرك في اتجاه الجزيرة؛ بدا أنه يرتفع لحوالي ميلين، وحجب الشمس لمدة ست أو سبع دقائق. [...] بالكاد يمكن للقارئ أن يتخيل دهشتي عندما رأيتُ جزيرة في الهواء، يسكنها أناس يمكنهم - كما يبدو - رفعها أو خفضها أو وضعها في حركة متقدمة، كما يشاؤون. 
في عشرينيات القرن الماضي، تخيل الكاتب الخيالي العلمي هوغو جيرنزباك مدنًا عائمة في المستقبل، مقترحًا أنه بعد 10,000 عام، ستطفو "مدينة بحجم نيويورك على ارتفاع عدة أميال فوق سطح الأرض، حيث يكون الهواء أنظف وأصفى وخاليًا من البكتيريا المسببة للأمراض." لتظل المدينة في الجو، "ستطلق أربعة مولدات ضخمة أشعة كهربائية نحو الأرض، والتي عند تفاعلها مع الأرض تنتج قوة تحافظ على المدينة معلقة في الهواء."
في عام 1960، قدم المعماريان ريتشارد بوكمينستر وشوجي ساداو فكرة إنشاء منطاد حراري بقطر ميل (1.6 كم) يُطلق عليه اسم "السحابة التاسعة". يتكون هذا الهيكل العملاق من قبة جيوديسية، ومن خلال تسخينها بشكل كاف بواسطة أشعة الشمس، تستطيع التحليق في الهواء. رأى فولر وساداو أن "السحابة التاسعة" ستتمكن من الطفو بحرية في الغلاف الجوي للأرض، مما يوفر لسكانها وركابها أسلوب حياة متنقل. واعتبرا أنها قد تكون حلاً جزئيًا لمشكلة استنزاف الموارد غير المتجددة.
كلفت وزارة الإسكان والتنمية الحضرية الأمريكية فريقًا يضم باكمينستر فولر وشوجي ساداو بتصميم مدينة تريتون، وهي مدينة عائمة تهدف إلى توفير السكن قرب طوكيو أو بالتيمور. اشتملت المقترحات على وحدات ذات شكل رباعي الأوجه تدعم بلوكات سكنية كبيرة، كل منها يسكنها 5,000 شخص، مع تثبيت هذه الوحدات بالأرض. يمكن مشاهدة نموذج كبير لهذا التصميم في بهو مكتبة جونسون الرئاسية في أوستن، تكساس.
في قصة إسحق عظيموف "شاه غويدو ج"، يحكم الموروث الأمين العام للأمم المتحدة، والمعروف بـ"سيكجن"، كطاغية الأرض من جزيرة طائرة تُسمى أطلانطس.

### الزُهَرة
قد يسمح تصميم يشبه "السحابة التاسعة" لفولر بالسكن في الغلاف الجوي العلوي لكوكب الزُهَرة، حيث تكون درجة الحرارة مرتفعة جدًا على مستوى الأرض والضغط الجوي كبيرًا جدًا. كما أشار جيفري أي. لانديس من الناحية العلمية والخيالية، يُعتبر الزُهَرة الكوكب الأسهل بعد الأرض لإنشاء مدن عائمة الآن. نظرًا لكثافة الغلاف الجوي المكون من ثاني أكسيد الكربون بنسبة 50% أعلى من الغلاف الجوي للأرض، فإن الهواء القابل للتنفس بتركيبة مماثلة يعمل كغاز رفع في الغلاف الجوي الكثيف للزُهَرة، وبأكثر من 60% من قدرة الرفع التي للهيليوم على الأرض. على إرتفاع 50 كم فوق سطح الزُهَرة، تُعتبر البيئة "الأكثر شبهًا بالأرض في النظام الشمسي"، حسبما ذكر لانديس، حيث يكون الضغط حوالي 1 بار ودرجات الحرارة تتراوح بين 0 و50 درجة مئوية (32 و122 درجة فهرنهايت).

### كواكب أخرى
بالإضافة إلى كوكب الزُهَرة، تم اقتراح بناء مدن عائمة في نطاق الخيال العلمي على عدة كواكب أخرى. على سبيل المثال، قد تتيح المدن العائمة الإقامة على الكواكب الغازية العملاقة الثلاثة، نظرًا لعدم توفر أسطح صلبة لتلك الكواكب. بينما كوكب المشتري يعتبر غير واعد للإقامة نتيجةً لجاذبيته العالية وسرعة الإفلات والإشعاع، إلا أن الكواكب الغازية الأخرى في النظام الشمسي، مثل زحل وأورانوس ونبتون، قد تكون أكثر عملية. في عام 1978، تصور مشروع "داديالوس" من جمعية بين الكواكب البريطانية مصانع عائمة في أجواء المشتري لتكرير الهيليوم-3 لإنتاج الوقود لمسبار بين النجوم. أشار مايكل ماكولوم إلى أن الجاذبية في "سطح" كوكب زحل، أي طبقة السحب المرئية حيث يكون الضغط الجوي مماثلًا لضغط الأرض، تشبه كثيرًا تلك الموجودة على الأرض. في روايته "سحاب زحل"، صور ماكولوم مدنًا عائمة في أجواء زحل، حيث يتم تحقيق الطفو من خلال غلافات من الهيدروجين مدفأة بواسطة مفاعلات الإندماج. بالنسبة لكوكبي أورانوس ونبتون، فإن الجاذبية في الطبقات العليا من الغلاف الجوي مشابهه لجاذبية الأرض، مع خصائص إفلات أقل من زحل.في رواية "عوالم عائمة" لسيسيليا هولاند، التي تعتبر تجربتها الوحيدة في الخيال العلمي وصدرت في عام 1975، تم تقديم بشر متحولين يُعرفون بالـ"ستيَث"، يعيشون في مدن عائمة على كواكب المشتري وزحل وأورانوس. أما رواية "جوفين" لدونالد موفيت في عام 2003، فتسلط الضوء على مدن عائمة تتحرك باستمرار عبر غلاف جو المشتري، خاصة لإمكانية استخراج الغازات المفيدة منها. يناقش الكتاب الاختلافات الثقافية والتوترات السياسية بين البشر "الجوفيين" وسكان الأرض.

## أمثلة خيالية

### الأدب
- مدينة عائمة تُدعى لابوتا هي الوجهة الثالثة التي يزورها لومويل غوليفر في رواية "رحلات غوليفر" لجوناثان سويفت.
- "جزيرة السماء" هو كتاب نُشر في عام 1912 من تأليف ل. فرانك بوم، حيث تنقسم الجزيرة التي يحمل الكتاب أسمها إلى مملكة الزُرق ومملكة الوُرد.
- رواية “The Flying Islands of the Night" (1913) بقلم جيمس ويتكومب رايلي، مع رسوم توضيحية لفرانكلين بوث.[12]
- "Cities in the Air" بقلم إدموند هاميلتون (قصص عجائب الهواء، نوفمبر–ديسمبر 1929).
- سلسلة "Cities in Flight" (1950–1962) لجيمس بليش تقترح عالماً يتم فيه فصل المدن عن الأرض، وتعمل بواسطة محرك خيالي يُدعى سبيندزي.
- في رواية " The Ringworld Engineers" (1979)، يبحث لويس وو عن طريقة لإنقاذ العالم الحلقي من خلال مقايضة المعلومات في مكتبة مدينة عائمة.
- تتضمن رواية "Orion shall rise" (1983) لبول أندرسون مدينة منطاد تدعى سكايهولم، وتقع فوق فرنسا في فترة ما بعد الكارثة وتسيطر عليها.
- في سلسلة المانغا اليابانية "ون بيس"، توجد جزيرة تُعرف بإسم سكايبيا، كانت تعتبر أسطورة في البداية، وتقع بعيدًا في السماء فوق بحار الجراند لاين.

### الأفلام
- مدينة السحاب على كوكب بيسبين، في فيلم حرب النجوم: الإمبراطورية تعيد الضربات" (1980).
- فيلم الرسوم المتحركة "قلعة في السماء" (1986) لهاياو ميازاكي يتضمن مدينة عائمة مخفية بين السحب تُسمى "لابوتا"، وهو أسم مستعار من رواية "رحلات غوليفر" لسويفت.
- مدينة مترو في فيلم "أسترو بوي" (2009) تطفو فوق السطح.
- في فيلم "أفاتار" (2009)، تُعتبر جبال هاليولويا جزرًا عائمة كبيرة وتظهر كميدان معركة في ذروة الفيلم.
- في فيلم "إيليزيم" (2013)، يعيش أغنى طبقات البشرية في محطة فضائية متقدمة على شكل طوق تدور حول الأرض على ارتفاع عالٍ.
- فيلم "أليتا: ملاك المعركة" (2019) المبني على مانغا " Gunnm" ليكيتو كيشيرو يدور حول مدينة سماوية ثرية تُدعى زاليم.

## أنظر أيضًا
- عمارة الفضاء
- هيكل عائم كبير جدا